# Fájlkiterjesztések listája
A szócikk fájlformátumokat tartalmaz kategóriák szerint felsorolva.
Az angol ABC betűit (A-Z), és 3 karakteres fájlkiterjesztéseket használva a lehetséges kombinációk száma {\displaystyle 26^{3}=17\ 576}. Egyéb elfogadott karakterekkel (például számokkal, egyéb ASCII karakterekkel) kiegészítve a lehetséges kombinációk maximális száma {\displaystyle (26+31)^{3}=185\ 193}. A Microsoft Windows NT, 95, 98 és ME már nem tartalmazza a 3 karakteres fájlkiterjesztés-korlátozást Windows 95/Windows NT 3.5 utáni FAT vagy NTFS fájlrendszereken, viszont Unicode karaktertáblát használ, ami az elméletileg lehetséges kiterjesztések számát jelentősen növeli – valójában viszonylag kevés a háromnál több karakteres kiterjesztés (pl. .torrent, .jpeg, .docx), és nem szokás az angol ABC betűin és számjegyeken kívül más karaktert használni.
Unix-szerű rendszerek nem a fájlkiterjesztéseket használják a fájltípus azonosítására.

## Rendszerállományok
- .bin    Gépi kódot vagy más bináris adatot tartalmazó állomány
- .drv    Hardver-illesztőprogram
- .inf    Információs állomány telepítéshez
- .ini    Programok kezdését leíró, inicializáló fájl
- .log    Folyamatok eredményét, programok működési naplóit tároló állomány
- .mnu    Menüállomány
- .msg    Üzeneteket tartalmazó fájl
- .pif    Programinformációs fájl: DOS alapú programok Windows rendszerben történő futtatásának adatait tartalmazza
- .pro    A Personal Editor szövegszerkesztő inicializáló (profil) állománya
- .sys    Az angol system – rendszer – rövidítése; az operációs rendszerhez tartozó fájl (ilyen például a virtuális memória fájl)

## Biztonsági mentések, másolatok
- .bak   Régi állomány másolata (általános)
- .bkf   MS XP biztonsági másolata
- .gho   Ghost partíció mentése
- .qic   MS Windows 98 biztonsági másolata

## Ideiglenes állományok
- .tmp   Ideiglenes állomány
- .$$$   Ideiglenes állomány
- .bak   Ideiglenes állomány, általában szerkesztés közben keletkezik, majd a rendszer letörli

## Futtatható fájlok
- .com	Microsoft operációs rendszerek parancsfájljai (nem tartalmaz ún. relokálási információt, ezért (is) max. mérete 64kB).
- .bat DOS vagy parancssori parancsok kötegelt állománya
- .exe	Gépi kódra fordított futtatható program
- .lnk   Másik fájlra mutató hivatkozás, link (nem csak futtatható fájlra mutathat!)
- .scr          képernyővédő programok.... Valójában *.exe programok, a másmilyen kiterjesztés a funkcióra utal

Ha átnevezzük *.exe-re akkor esetleg a képernyővédőt lehet paraméterezni. Ha a kiterjesztés *.scr, akkor lefut, és teszi a dolgát....

## Forrásfájlok
- .asm   assembly program forrásfájl. A processzor gépi kódú programozásának nyelvezete. Fordítás után lett belőle *.com, vagy *.exe
- .bas   BASIC programozási nyelven írt forráskód
- .c	C programozási nyelven írt program forráskódja
- .cs	A C#-ban írt fájlok kiterjesztése
- .cpp	C++ programozási nyelven írt program forráskódja
- .dpr	Delphi környezetben írt program (projektfájl) forráskódja
- .java	Java programozási nyelven írt program forráskódja
- .ly	GNU LilyPond kottagrafikai leíró
- .pas	Pascal programozási nyelven írt program forráskódja
- .pl    Perl vagy Prolog programnyelven írt program forráskódja
- .pm    Perl programnyelven írt modul (package) forráskódja
- .pp	Free Pascal nyelven írt program forráskódja
- .php	PHP programozási nyelven írt program forráskódja
- .py	Python programozási nyelven írt program forráskódja
- .rb	Ruby programozási nyelven írt program forráskódja
- .js	JavaScript programozási nyelven írt program forráskódja
- .zig	Zig programozási nyelven írt program forráskódja

### Fordítóprogramok
- .lib    Függvényeket, eljárásokat tartalmazó forrásállomány (könyvtár)
- .map    A fordítás segédállománya
- .obj    A forráskódból futtatható program előállításnak közbenső állománya: tárgykód

## Szövegfájlok
- .dat   Adatállományok általánosan használt kiterjesztése
- .txt	Csak ASCII (újabban Unicode vagy annak valamelyik verziója, pl. UTF-8) kódot tartalmaz
- .wri   Windows Write szövegszerkesztőjével készült fájl
- .lpr	Csak ASCII kódot tartalmaz
- .kst   Csak ASCII kódot tartalmaz.
- .doc, .docx	A Microsoft Word dokumentuma
- .rtf	Rich Text Format szöveg
- .pdf	Betükészletet, ábrát, hipertext részeket tartalmazó népszerű szövegformátum (Portable Document Format)
- .htm	A weblap leíró nyelve
- .html	A weblap leíró nyelve
- .ps	Post script lapleíró nyelv.
- .lit	A Microsoft Reader formátuma
- .chm   Lefordított HTML súgófájl
- .hlp	Windows súgófájl
- .odt	Open Document Text
- .diz   Szoftverekhez mellékelt rövid szöveges ismertető fájl
- .sgf   kétszemélyes táblajátékok leírására való szöveges formátum

## Grafikus fájlok

### Pixelgrafikus fájlok
- .bmp	(2,4,8,15,24,32 bites windows bittérkép) Tömörítetlen formátum
- .tif, *.tiff	48 bites igen rugalmas képformátum. A régi Paint nem kezeli
- .gif	256 színig veszteségmentesen tömörített, animációt is támogató formátum
- .png	legtöbbször 24 bites, a gif leváltására tervezett veszteségmentesen tömörített formátum
- .jpeg, *.jpg	Fotók tárolására széles körben használt, veszteségesen tömörített fájlformátum
- .tga	Truevision TGA (Targa) képformátum

A vektorgrafikus fájlok adatorientáltak vagy eljárásorientáltak lehetnek.
A vektorgrafikus ábra előállításának elemei:
Besier ívek, 2D grafika, 3D grafika, vonal, téglalap, kör, ellipszis, sokszög, hasáb, gúla, henger, kúp, gömb, tórusz

### Vektorgrafikus fájlok
- .cps	Vektoros, raszteres, tetszőleges alakú grafika post script nyomtatókhoz
- .wmf
- .eps – „encapsulated postscript”: síkbeli (2D) vektorgrafikai formátum, amely bitképeket és szöveget is tartalmazhat
- .emf	Windows metafile (a clipart ezt használja)
- .cdr	A Coreldraw használja, Office-szal is nyitható
- .swf	A Macromedia fejlesztette, elterjedt a weben
- .svg XML alapú leírónyelv, kétdimenziós, statikus és mozgó vektorgrafikák meghatározására. Az SVG, hasonlóan a HTML-hez, a W3C által definiált nyílt szabvány.

## Videó
- .avi	(Audio Video Interleave) Microsoft által 1992 novemberében bejelentett videó és hang tárolására létrehozott konténerformátuma
- .mov	Az Apple QuickTime konténerformátuma
- .wmv	A Windows Media Video fájlok formátuma
- .3gp	3G-s mobiltelefonok számára kifejlesztett - de 2G-s, valamint 4G-s telefonokon is elterjedt - konténerformátum
- .mp4	Tömörített videoformátum
- .mpg   Tömörített videoformátum
- .divX  Videoformátum
- .Xvid  Videoformátum
- .mkv  a Matroska Multimedia Format konténerformátuma

## Hangfájlok
- .wav: 16 bites 44 kHz-es mintavételű hang tárolásra is képes, általában tömörítetlen formátum
- .au: egyszerű audio formátum, a NeXT rendszereken és az internet korai éveiben igen népszerű volt
- .mid: ezt a formátumot a szintetizátorok használják. A frekvenciát, a hangerőt, a hangszert tartalmazza a kód
- .mp3: veszteségesen tömörített, fogyasztói körökben a legnépszerűbb hangformátum
- .wma: (Windows Media Audio) A Microsoft által szabadalmaztatott, MP3 leváltására tervezett fájlformátum
- .ogg: Xiph.Org Foundation által létrehozott ingyenes, szabad tároló formátum hangtömörítési szabványa
- .flac: a Free Lossless Audio Codec-(FLAC) ingyenes és szabad, veszteségmentesen tömörített hangformátum
- .ape: kiterjesztés a Monkey’s Audio codeckel tömörített formátum. Veszteségmentesen tárolja a hangokat, hibafelismerő algoritmust is tartalmaz. A Monkey’s Audio encoder ingyenes, szabadon használható, szoftverekbe beépíthető, általa fájlok létrehozhatók, lemezek rippelhetők.

## Tömörítési formátumok
- .7z   7-Zip tömörített fájl
- AAC  Advanced Audio Coding tömörítés
- .ace  Az ACE, illetve WinACE formátuma
- .arc tömörített állomány (DOS időkben)
- .arj   Az ARJ a DOS-os idők talán legtöbbet tudó tömörítője. Nagyobb adatmennyiség tömörítésénél a program a szeleteket .A01, .A02 sít. kiterjesztéssel jelöli, de tetszőleges kiterjesztést is be lehet állítani a megfelelő kapcsolóval.
- .bz2   bzip2
- .dmg - Apple tömörített/kódolt formátum
- .gz	GNU Zip
- .lha   Lempel, Ziv, Huffman
- .jar – Egy zip fájl manifest fájllal, amit a Java alkalmazások használnak
- .RAR Rar Archive, WinRAR formátum (.rar) – lehetőség van több részben tömöríteni, ekkor a fájl nevek lehetnek: .r01-.r99
- .tar	Tape ARchive, önmagában nem tömörített archív formátum
- .Z – Unix tömörített fájl
- .zip WinZip fájlformátuma

## Táblázatkezelő
- .xls, .xlsx	Excel kiterjesztése
- .xlc	Excel diagramfájl
- .wq1	A quatro kiterjesztése
- .wks	A lotus kiterjesztése
- .odf	Open Document Format

## Adatbáziskezelő
- .sql SQL lekérdezési nyelven írt lekérdezések forráskódja
- .mdb	Az acces kiterjesztése
- .odb A LibreOffice Base kiterjesztése

### dBase adatbáziskezelő szoftver
- .dbf	Adatbázis
- .dbt   Memoállomány
- .ndx   Indexállomány
- .mem   Memóriaváltozók állománya
- .qry   Szűrőállomány
- .cat   Katalógus
- .vue   Áttekintő (view) állomány
- .scr   Képernyőállomány (formátum szerkesztéshez)
- .fmt   Formátumállomány
- .frm   Listaformátum
- .lbl   Címkeformátum
- .prg   Program- és procedura állomány

A dBase szoftver interaktív és programozott használata egyaránt megengedi tetszőleges kiterjesztés alkalmazását, azonban a fenti szabványos kiterjesztéseknek az az előnye, hogy a fájlnevek megadásánál elhagyhatók. Például a Use adat index cimszer parancs megnyitja az adat.dbf és cimszer.ndx állományokat.

### Clipper
- .ntx    Indexállomány

## Prezentáció
- .ppt, .pptx	A power point kiterjesztése
- .pps	Diavetítőként nyílik meg
- .pot	Tervező sablonként nyílik meg

## Kiadványkészítő szoftverek

### Kiadványkészítő
- .qxd   Quark Express kiadványkészítő kiterjesztése
- .ind   Adobe InDesign kiadványkészítő kiterjesztése. Az újabbak már *.indd kiterjesztéssel.
- .pmd,  .pm65   Adobe PageMaker kiadványkészítő kiterjesztése. Az utóbbi a verziószámjelöléssel (A PageMaker 6.5 kiterjesztése)
- .sla   Scribus kiadványkészítő kiterjesztése
- .tex TeX, LaTeX (és változatai) kiadványkészítő kiterjesztése

### Rajzoló program
- .cdr   CorelDraw vektoros rajzolóprogram kiterjesztése.
- .fh8,  .fh9,   fh10   Macromedia Freehand vektoros rajzolóprogram kiterjesztése verziószámjelöléssel, pl. .fh8, .fh9, .fh10.
- .ai    Adobe Illustrator vektoros rajzolóprogram kiterjesztése.

## Tervező szoftverek

### CADKEY gépészeti tervező rendszer
- .asv    A rajzállomány automatikus mentésének kiterjesztése
- .cde    A rendszerben futtatható program kiterjesztése
- .cdl    A rendszer programozási nyelvén írt forráskód állomány
- .fnt    Karakterkészletet (fontokat) leíró állomány
- .prt    A szoftver rajzállománya
- .ptn    Rajzba beépíthető (többször előforduló) elemek rajzállománya (pattern)

## Csillagászati szoftverek

### Guide
- .mar    Egy képernyőt definiáló leíró állomány (szöveges)
- .nam    Listaállomány (szöveges)
- .tdf    Adatállományok formátumállománya (szöveges)
- .tle    Csillagászati objektumok pályaelemeit tartalmazó fájl (szöveges)

## Egyéb fájlkiterjesztések
- .3ds 3DMLW fájlformátum
- .ng      Norton Guides kódolt szövegállományai
- .ncd     Norton Commander könyvtár nyilvántartás
- .wc      Total Commander (elődje a Windows Commander) könyvtár nyilvántartás